# 张和 (1950年)
张和（1950年12月—），男，汉族，河北迁西人，中华人民共和国政治人物。毕业于河北师范大学数学系，大学普通班学历。曾任第九、十届全国人大代表。

## 生平
1969年10月参加工作，加入唐山市下辖迁西县的斗批改工作队，后来进入迁西县农机局办公室工作。1973年8月，作为工农兵学员在河北师范大学数学系学习。1976年8月，就任迁西县东荒峪镇工委团委书记。1978年加入中国共产党。1978年4月，任共青团唐山地委干部，1979年6月，任唐山地区行署办公室资料员。1983年12月，任唐山市政府办公室综合科副科长。1984年10月，任唐山市政府办公室综合科副科长、办公室副主任。1985年11月，任唐山市政府秘书长。1991年2月，兼任唐山市市长助理。1991年9月，任唐山市副市长。1994年2月，兼任唐山市委常委。1994年11月，任唐山市委副书记、副市长。1994年12月，改兼任唐山市代市长。1995年3月，任唐山市委副书记、市长。
2002年12月，任唐山市委书记。2005年3月，兼任省委常委。在就任后，张和曾说，“在这次全会上同志们选我当唐山市委书记，我对自己能够继续在这个岗位上为唐山美好明天奉献绵薄之力而高兴和荣幸”，“在今后的工作中将忠于职守、廉洁奉公，坚决反对形式主义和官僚主义”，“市委一班人是全市的领导核心，能不能做到清廉自守一身正气，直接决定和影响着全市的党风和社会风气”。但在其担任唐山市委书记期间，有两名其任内提拔的副市长均被查，分别是陈学军和于山。
2006年10月，任省委常委，省政府副省长、党组成员。2006年11月，张和卸任省委常委职务，但继续任职省政府副省长、党组成员。2011年1月，任省政府党组副书记、顾问。2012年3月，任省政府党组副书记、特邀咨询。2014年7月，卸任省政府党组副书记、特邀咨询，退休。
2020年4月29日，他因严重违纪违法接受中央纪委国家监委纪律审查和监察调查。7月28日，张和被开除中共党籍，其退休待遇被降為四级调研员，违纪违法所得亦被收缴。